# تاريخ إفريقيا الشمالية (كتاب)
تاريخ إفريقيا الشمالية هو كتاب من تأليف المؤرخ الفرنسي شارل أندري جوليان، وقد اهتم فيه بتاريخ كل من تونس والجزائر والمغرب منذ ما قبل التاريخ إلى الاحتلال الفرنسي.

## عموميات
صدر هذا الكتاب لأول مرة باللغة الفرنسية عام 1931، وكان عنوانه الكامل: Histoire de l'Afrique du Nord : Tunisie, Algérie, Maroc ويعتبر حسب كاتب مقدمته ستيفان قزال (S. Gsell) أول كتاب يقص تاريخ شمال إفريقيا برمته ، ورغم أن الكتاب صدر في سنوات كان الاستعمار الفرنسي يحتفل فيها بخمسينيته في تونس ومئويته في الجزائر، فقد اتسم الكتاب بميله للسكان الأصليين والدفاع عنهم ضد الغزاة بما في ذلك الفرنسيين. وعلى أية حال فقد طبع الكتاب بالفرنسية عدة مرات، من أهمها عام 1966 حيث قام بمراجعته وتنقيحه كريستيان كورتوا (Ch. Courtois) أما باللغة العربية فقد قام بتعريبه كل من محمد مزالي والبشير بن سلامة وصدر عام 1969 وفي عام 1978 صدرت النشرة الثالثة منه.

غلاف الكتاب باللغة الفرنسية

## المحتوى
يتكون الكتاب من جزءين اثنين:
- خصص الجزء الأول لتاريخ شمال إفريقيا منذ البداية إلى الفتح الإسلامي عام 647 م. وقد جاء هذا الجزء في عشرة أبواب:
  - الباب 1: بلاد البربر؛
  - الباب 2: عصور ما قبل التاريخ؛
  - الباب 3:البربر، تعرض فيه المؤلف إلى مشكل الجنس وأوائل التاريخ ومدنية البربر؛
  - الباب 4: قرطاج، وتعرض فيه إلى التوسع القرطاجي والحروب البونية والمدنية القرطاجية؛
  - الباب 5: الممالك البربرية: ماسينيسا ونهاية قرطاج..
  - الباب 6: إفريقيا الرومانية من عهد أغسطس قيصر إلى عهد غرديانوس الثالث، وتعرض فيه المؤلف إلى احتلال إفريقية وتنظيم مقاطعاتها والاستعمار الروماني؛
  - الباب 7: نفس الفترة الرومانية، لكن اهتم بما يتعلق بالمدن والثقافة والديانة الروأمنية؛
  - الباب 8: انحلال السلطة الرومانية؛
  - الباب 9: الزحف الوندالي؛
  - الباب 10: الغزو البيزنطي.
- أما الجزء الثاني فيغطي الفترة من الفتح الإسلامي إلى عام 1830، وقد قسمه المؤلف إلى سبعة أبواب:
  - الباب 1: الفتحي العربي وممالك الخوارج؛
  - الباب 2: الدول العربية والبربرية من القرن 9 إلى الحادي عشر: الأدارسة والأغالبة والفاطميون والصنهاجيون
  - الباب 3: الإمبراطورية البربرية: المرابطون والموحدون
  - الباب 4: الممالك البربرية: بنو حفص بتونس، وبنو عبد الواد بتلمسان وبنو مرين بفاس وبنو وطاس؛
  - الباب 5: المملكة الشريفية: الدولة السعدية والدولة العلوية بالمغرب الأقصى؛
  - الباب 6: الحرب الصليبية الإسبانية والعهد العثماني التركي...
  - الباب 7: نظرة إجمالية.

## ملاحظة
رغم نظرته الإيجابية للمنطقة وتاريخها، فإن شارل أندري جوليان لم يخرج عن التقسيم الاستعماري، حيث اقتصر في نظرته إلى شمال إفريقيا على البلدان الثلاثة تونس والجزائر والمغرب، أي شمال إفريقيا الفرنسية، دون أية إشارة إلى بقية البلدان الشمال إفريقية.

## إشارات مرجعية
1. ↑  http://www.persee.fr/web/revues/home/prescript/article/rhef_0300-9505_1931_num_17_77_2595_t1_0488_0000_1 عرض للكتاب بمجلة تاريخ الكنيسة الفرنسية نسخة محفوظة 2014-07-05 على موقع واي باك مشين.